# Clélia Compas
Clélia Compas, née le 15 janvier 1993 à Saint-Jean-de-Braye (Loiret), est une entrepreneuse sociale, chercheuse, et activiste humanitaire française. Connue pour son engagement auprès des populations migrantes et réfugiées, elle est la fondatrice de l’association Yambi et la cofondatrice du Corridor citoyen. Elle est également diplômée d’un doctorat en anthropologie sociale de l'université du Sussex, spécialisée en études migratoires. Son travail a été notamment reconnu par l’Académie des Futurs Leaders,, où elle participe à la première promotion en 2022, aux côtés d'autres activistes français tels que Priscillia Ludosky, Ophélie Latil, ou Stéphane Ravacley ,.

## Biographie
Née dans le Loiret le 15 janvier 1993, Clélia Compas a grandi à côté de Reims, dans le village de Rosnay, avant de déménager à Annecy, en Haute-Savoie. Elle est diplômée d’une licence de relations internationales de l’Université de Genève et d’un master en Global Politics de la London School of Economics and Political Science (LSE). En 2016, elle part en Thaïlande où elle travaille pour les Nations Unies en tant que consultante sur les questions migratoires et de trafic humain. En 2023, elle obtient un doctorat en anthropologie sociale à l’université du Sussex, où elle étudie l’impact de l’orientation sexuelle et de l’identité de genre sur le processus migratoire et les modes d’intégration des personnes migrantes LGBTQ+. En parallèle de sa thèse, elle travaille pour l’ONU ou de nombreuses ONG humanitaires en lien avec la défense et la protection des communautés migrantes et LGBTIQ+, pour lesquelles elle publie plusieurs études,,.

## Parcours professionnel

### Yambi
En juillet 2020, Clélia Compas fonde Yambi, une association française visant à faciliter l’intégration des personnes exilées en France, principalement à travers le sport. Basé en Haute-Savoie, Yambi organise de nombreuses sorties en montagne lors desquelles les personnes réfugiées peuvent reprendre confiance en elle à travers la pratique d’une activité valorisante de l’estime de soi, tisser du lien social, pratiquer la langue française, et découvrir des éléments d’histoire de la région d’accueil, de lecture de la nature environnante, et les bases d’une pratique autonome des sports de montagne. L’association est marrainée par Christine Janin, première française à avoir gravi l’Everest et directrice de À chacun son Everest, et elle fait partie des associations ayant reçu en 2024 un soutien de la fondation Salomon, dans le cadre de son action visant à donner accès aux sports de plein air à ceux qui en sont traditionnellement exclus.
Parmi ses projets principaux, Yambi emmène chaque été un groupe de réfugiés au sommet du mont Blanc,,. La première ascension en septembre 2021 a fait l’objet d’une forte couverture médiatique du fait qu’il s’agissait des premiers réfugiés au monde à gravir le toit de l’Europe, accompagnés des champions du monde de freeride Marion Haerty et Léo Slemett ,,,,,,.
Yambi organise également des stages de parapente, ainsi que des Olympiades d'hiver à Saint-Gervais-Mont-Blanc, lors desquelles les réfugiés qui ont appris à skier avec l’association peuvent s’affronter lors d’une compétition sportive amicale,. Yambi accompagne ses bénéficiaires dans leurs projets d'insertion professionnelle.
Clélia Compas s’exprime régulièrement dans les médias sur l’accueil des réfugiés, appelant davantage d’inclusion, ainsi qu’une nouvelle pratique de l’accueil,,,,.

### Corridor citoyen
Au début de la guerre en Ukraine en février 2022, Clélia Compas co-fonde le Corridor citoyen avec d’autres activistes et militants français, incluant Alice Barbe et Michka Bengio. Née d’un mouvement citoyen, le Corridor citoyen, dont elle est la présidente, visait initialement à coordonner l’acheminement de matériel médical et de première nécessité ainsi que l’évacuation d’une petite centaine de personnes à l’aide de mini vans,,,. Le collectif a guidé plus de 100 français en convois vers des points d’arrivée à la frontière polono-ukrainienne. Face à la sollicitation grandissante de l’ambassade de France en Pologne et de nombreuses municipalités et préfectures françaises, Clélia s’est retrouvée en quelques semaines seulement à structurer et coordonner l’évacuation de 800 personnes fuyant l’Ukraine et souhaitant se rendre en France,,,.
En plus des évacuations vers la France, le Corridor citoyen organise de nombreuses activités sportives, de loisir, de bien-être, et de moyens de subsistance à destination des réfugiés d'Ukraine.
Clélia Compas est également cosignataire d’une tribune appelant la France à la création d’un couloir humanitaire.

## Publications
- International Labour Organization Regional Office for Asia and the Pacific (Auteur principla C. Compas). 2023. Supporting migrant workers with diverse sexual orientation, gender identity and expression, and sex characteristics (SOGIESC) during labour migration: Training manual for Migrant Worker Resource Centres and other organizations. ILO. Bangkok, Thailand[13].
- Compas, C (2020). Great Expectations, Harsh Realities: The Plight of LGBTI+ Refugees in Thailand, An Exploratory Study. Bangkok, Thailand: Equal Asia Foundation [47].

- UNESCO (2018). Policy Briefs on Internal Migration in Southeast Asia. Bangkok, Thailand: UNESCO[48].